# Campionato mondiale maschile di hockey su pista Porto 1956
Il Campionato mondiale di hockey su pista 1956 (in inglese 1956 Roller Hockey World Cup) è stata la dodicesima edizione della massima competizione per le rappresentative di hockey su pista maschili maggiori e fu organizzata dalla Fédération Internationale de Roller Sports. La competizione si svolse dal 26 maggio al 2 giugno 1956 a Porto in Portogallo. 
La vittoria finale è andata alla nazionale del Portogallo che si è aggiudicata il torneo per la sesta volta nella sua storia.
Il torneo fu valido anche come 22ª edizione del campionato europeo.

## Formula
Il campionato del mondo 1956 vide la partecipazione di undici squadre nazionali. La manifestazione fu organizzata tramite un girone all'italiana con gare di sola andata; erano assegnati due punti per l'incontro vinto, un punto a testa per l'incontro pareggiato e zero la sconfitta. Al termine del torneo la squadra prima classificata venne proclamata campione del Mondo.

## Squadre partecipanti
| Squadra        | Part. Nº | Partecipazioni precedenti al torneo                              |
| -------------- | -------- | ---------------------------------------------------------------- |
| Belgio         | 12       | 1936, 1939, 1947, 1948, 1949, 1950, 1951, 1952, 1953, 1954, 1955 |
| Brasile        | 2        | 1953                                                             |
| Francia        | 12       | 1936, 1939, 1947, 1948, 1949, 1950, 1951, 1952, 1953, 1954, 1955 |
| Germania Ovest | 8        | 1936, 1939, 1950, 1951, 1953, 1954, 1955                         |
| Inghilterra    | 12       | 1936, 1939, 1947, 1948, 1949, 1950, 1951, 1952, 1953, 1954, 1955 |
| Italia         | 12       | 1936, 1939, 1947, 1948, 1949, 1950, 1951, 1952, 1953, 1954, 1955 |
| Norvegia       | 3        | 1954, 1955                                                       |
| Paesi Bassi    | 9        | 1948, 1949, 1950, 1951, 1952, 1953, 1954, 1955                   |
| Portogallo     | 12       | 1936, 1939, 1947, 1948, 1949, 1950, 1951, 1952, 1953, 1954, 1955 |
| Spagna         | 10       | 1947, 1948, 1949, 1950, 1951, 1952, 1953, 1954, 1955             |
| Svizzera       | 12       | 1936, 1939, 1947, 1948, 1949, 1950, 1951, 1952, 1953, 1954, 1955 |

Nota bene: nella sezione "partecipazioni precedenti al torneo" le date in grassetto indicano la squadra che ha vinto quell'edizione del torneo

## Svolgimento del torneo

### Classifica finale
| Pos | Squadra        | Pt | G  | V | N | P | GF | GS | DG  |
| --- | -------------- | -- | -- | - | - | - | -- | -- | --- |
| 1.  | Portogallo     | 19 | 10 | 9 | 1 | 0 | 44 | 6  | +38 |
| 2.  | Spagna         | 16 | 10 | 7 | 2 | 1 | 49 | 6  | +43 |
| 3.  | Italia         | 13 | 10 | 5 | 3 | 2 | 25 | 6  | +19 |
| 4.  | Germania Ovest | 13 | 10 | 6 | 1 | 3 | 19 | 9  | +10 |
| 5.  | Inghilterra    | 13 | 10 | 6 | 1 | 3 | 23 | 22 | +1  |
| 6.  | Svizzera       | 11 | 10 | 5 | 1 | 4 | 25 | 26 | -1  |
| 7.  | Paesi Bassi    | 8  | 10 | 3 | 2 | 5 | 11 | 20 | -9  |
| 8.  | Belgio         | 7  | 10 | 3 | 1 | 6 | 16 | 36 | -20 |
| 9.  | Francia        | 6  | 10 | 2 | 2 | 6 | 11 | 31 | -20 |
| 10. | Brasile        | 2  | 10 | 1 | 0 | 9 | 12 | 42 | -30 |
| 11. | Norvegia       | 2  | 10 | 0 | 2 | 8 | 12 | 39 | +27 |

### Risultati
| Porto 26 maggio 1956 | Belgio | 3 – 1 | Norvegia |  |

| Porto 26 maggio 1956 | Italia | 4 – 0 | Svizzera |  |

| Porto 26 maggio 1956 | Spagna          | 7 – 1 | Inghilterra | \| Arbitro: \| Rutilio Zeppini \| |
| Arbitro:             | Rutilio Zeppini |       |             |                                   |

| Porto 26 maggio 1956 | Portogallo | 5 – 0 | Brasile |  |

| Porto 27 maggio 1956 | Brasile | 0 – 3 | Paesi Bassi |  |

| Porto 27 maggio 1956 | Italia | 1 – 1 | Portogallo |  |

| Porto 27 maggio 1956 | Spagna | 6 – 0 | Norvegia |  |

| Porto 27 maggio 1956 | Germania Ovest | 6 – 0 | Belgio |  |

| Porto 27 maggio 1956 | Belgio | 0 – 7 | Italia |  |

| Porto 27 maggio 1956 | Brasile | 0 – 5 | Inghilterra |  |

| Porto 27 maggio 1956 | Francia | 1 – 3 | Svizzera |  |

| Porto 27 maggio 1956 | Portogallo | 4 – 1 | Paesi Bassi |  |

| Porto 27 maggio 1956 | Germania Ovest | 1 – 1 | Spagna |  |

| Porto 28 maggio 1956 | Germania Ovest | 4 – 0 | Brasile |  |

| Porto 28 maggio 1956 | Spagna   | 6 – 0 | Paesi Bassi | \| Arbitro: \| Rosignol \| |
| Arbitro:             | Rosignol |       |             |                            |

| Porto 28 maggio 1956 | Francia | 1 – 1 | Italia |  |

| Porto 28 maggio 1956 | Belgio | 2 – 4 | Inghilterra |  |

| Porto 28 maggio 1956 | Portogallo | 5 – 0 | Svizzera |  |

| Porto 29 maggio 1956 | Inghilterra | 1 – 1 | Norvegia |  |

| Porto 29 maggio 1956 | Belgio | 0 – 1 | Paesi Bassi |  |

| Porto 29 maggio 1956 | Germania Ovest | 1 – 0 | Italia |  |

| Porto 29 maggio 1956 | Brasile | 4 – 5 | Francia |  |

| Porto 29 maggio 1956 | Paesi Bassi | 2 – 1 | Svizzera |  |

| Porto 29 maggio 1956 | Italia | 6 – 4 | Norvegia |  |

| Porto 29 maggio 1956 | Germania Ovest | 2 – 1 | Francia |  |

| Porto 29 maggio 1956 | Belgio | 0 – 7 | Spagna |  |

| Porto 29 maggio 1956 | Inghilterra | 1 – 6 | Portogallo |  |

| Porto 30 maggio 1956 | Germania Ovest | 1 – 0 | Norvegia |  |

| Porto 30 maggio 1956 | Francia | 0 – 0 | Paesi Bassi |  |

| Porto 30 maggio 1956 | Inghilterra | 1 – 0 | Italia |  |

| Porto 30 maggio 1956 | Spagna | 7 – 2 | Svizzera |  |

| Porto 30 maggio 1956 | Belgio | 1 – 3 | Portogallo |  |

| Porto 31 maggio 1956 | Francia | 1 – 0 | Norvegia |  |

| Porto 31 maggio 1956 | Brasile | 1 – 3 | Italia |  |

| Porto 31 maggio 1956 | Germania Ovest | 3 – 1 | Paesi Bassi |  |

| Porto 31 maggio 1956 | Belgio | 3 – 3 | Svizzera |  |

| Porto 31 maggio 1956 | Paesi Bassi | 2 – 2 | Svizzera |  |

| Porto 31 maggio 1956 | Brasile | 0 – 6 | Spagna |  |

| Porto 31 maggio 1956 | Belgio | 3 – 1 | Francia |  |

| Porto 31 maggio 1956 | Inghilterra | 2 – 4 | Svizzera |  |

| Porto 31 maggio 1956 | Germania Ovest | 1 – 3 | Portogallo |  |

| Porto 1º giugno 1956 | Brasile | 4 – 1 | Norvegia |  |

| Porto 1º giugno 1956 | Germania Ovest | 0 – 1 | Svizzera |  |

| Porto 1º giugno 1956 | Paesi Bassi | 1 – 2 | Inghilterra |  |

| Porto 1º giugno 1956 | Francia | 0 – 6 | Portogallo |  |

| Porto 1º giugno 1956 | Spagna | 1 – 1 | Italia |  |

| Porto 2 giugno 1956 | Spagna | 8 – 0 | Francia |  |

| Porto 2 giugno 1956 | Norvegia | 1 – 10 | Portogallo |  |

| Porto 2 giugno 1956 | Brasile | 0 – 6 | Svizzera |  |

| Porto 2 giugno 1956 | Germania Ovest | 0 – 2 | Inghilterra |  |

| Porto 2 giugno 1956 | Paesi Bassi | 0 – 2 | Italia |  |

| Porto 2 giugno 1956 | Belgio | 4 – 3 | Brasile |  |

| Porto 2 giugno 1956 | Norvegia | 2 – 5 | Svizzera |  |

| Porto 2 giugno 1956 | Francia | 1 – 4 | Inghilterra |  |

| Porto 2 giugno 1956 | Spagna       | 0 – 1 | Portogallo | \| Arbitro: \| Edward Brown \| |
| Arbitro:            | Edward Brown |       |            |                                |

## Campionato europeo
Il torneo fu valido anche come ventiduesima edizione dei campionati europei e venne utilizzata la graduatoria finale del campionato mondiale per determinare le posizioni in classifica. Il Portogallo si aggiudicò per la sesta volta il torneo continentale.
| Classifica | Nazionale              |
| ---------- | ---------------------- |
| Oro        | Portogallo (6º titolo) |
| Argento    | Spagna                 |
| Bronzo     | Italia                 |
| 4          | Germania Ovest         |
| 5          | Inghilterra            |
| 6          | Svizzera               |
| 7          | Paesi Bassi            |
| 8          | Belgio                 |
| 9          | Francia                |
| 10         | Norvegia               |